# Il Club dei Vampiri - Blood Hound
Il Club dei Vampiri - Blood Hound (夜型愛人専門店−ブラッドハウンド−ＤＸ?, Yorugata Aijin Senmonten -Buraddo Haundo- DX) è un manga scritto e disegnato Kaori Yuki. L'opera è stata pubblicata in Giappone in tre capitoli sulla rivista Hana to Yume della Hakusensha tra il 2003 e il 2004 e raccolta in un volume tankōbon il 5 giugno 2004. Un adattamento italiano è stato pubblicato il 31 maggio 2009 da Panini Comics.
Dal manga è stato tratto il dorama primaverile Vampire Host, prodotto da TV Tokyo e trasmesso nel 2004.

## Trama
Rion Kanoh è una studentessa del liceo. La sua migliore amica Shihoko, dopo averle confessato di essersi innamorata di un vampiro, scompare improvvisamente. Rion decide di indagare e si reca al Krankenhaus, un host club della città. Rion fa la conoscenza degli host che vi operano: Suou, Moegi, Shian, Sakura e Tienran. Rion è convinta che i cinque host siano vampiri e i responsabili della sparizione dell'amica. Gli host notano che sul collo della ragazza vi è il marchio dei "Figli di Giuda" e che Rion assomiglia molto a Ellione, una vergine misteriosa che tutti loro sembrano cercare da molto tempo. Rion racconta che il simbolo che ha sul collo le è apparso dopo un incontro con un vampiro; da bambina, fuggita di casa, aveva deciso di togliersi la vita, ma un misterioso vampiro l'aveva convinta a non farlo. Rion scopre che è stata la professoressa Suruga a rapire Shihoko e a manipolarla per avere il suo sangue. A quel punto Suruga rapisce anche Rion, ma i ragazzi del Krankenhaus intervengono a salvare le ragazze, rivelando la loro vera natura di vampiri. Suou uccide Suruga, per poi mutare il suo aspetto: è lui il vampiro che aveva salvato Rion quando era una bambina. Sulla fronte di Suou appare il simbolo "Figlio di Giuda"; Suou spiega essere il marchio di coloro che non possono vivere in mezzo agli umani senza prima sigillare il proprio desiderio di sangue. L'unico modo per sfuggire a questa maledizione è trovare la reincarnazione della Santa Ellione e succhiarle interamente il sangue. I vampiri sono ormai certi che Rion sia la reincarnazione di Ellione, ma non se la sentono di ucciderla. Decidono di abbandondare il locale e lasciare la città, per non metterla ulteriormente in pericolo.
Rion non si dà per vinta e continua a cercare Suou e i suoi compagni. Kinuka, una ragazza di buona famiglia della sua scuola, la invita nella sua villa. Kinuka mostra a Rion la sua curiosa "collezione": la ragazza possiede un host club personale e tratta gli host come schiavi. Tra loro Rion vede Suou, che sembra non riconoscerla. Kinuka imprigiona Rion e le spiega di averla invitata dopo aver capito che Rion è colei che ha ereditato il sangue della Santa Ellione, ed è decisa a bere il suo sangue per ottenerne i benefici. Kinuka spiega di aver avuto queste informazioni da un'applicazione per cellulari che insegna Magia Nera; grazie a ciò, è riuscita a sigillare gli spiriti maligni e renderli suoi schiavi. Rion riesce a rompere il sigillo che tiene gli spiriti legati a Kinuka. Si scopre che Suou si era lasciato catturare volontariamente da Kinuka per indagare. Suou decide di restare vicino alla ragazza per proteggerla da coloro che bramano il suo sangue. I vampiri quindi riaprono il Krankenhaus e invitano Rion a lavorare con loro.
Rion, alle prese con le pulizie del locale, per sbaglio rompe una boccetta, e si accorge di essere diventata un uomo. Suou le spiega che è stata vittima di un sortilegio: se non bacerà la prima ragazza a cui rivolgerà parola entro l'alba resterà un uomo per sempre. Rion, in preda al panico, lascia che i ragazzi le insegnino come sedurre una donna. Nel frattempo Kinuka -che sembra essere diventata amica di Rion- entra nel locale e Rion, dimenticando per un momento la sua condizione, le rivolge la parola. Essendo quindi costretta a baciare Kinuka, con estrema riluttanza Rion cerca in tutti i modi di farlo, non riuscendoci. L'alba sorge, e anche se Rion non ha baciato Kinuka, il suo corpo torna ad essere quello di una donna. Rion viene a sapere che Suou le ha fatto uno scherzo, in quanto il sortilegio ha in realtà la durata di un solo giorno, e si infuria con lui.

## Personaggi
Rion Kanoh
Rion è la protagonista della storia. Ha un carattere forte e solare, e fin da subito è decisa a indagare sulla sparizione della sua amica Shihoko. È entrata in contatto col mondo del soprannaturale a seguito di un incontro con un vampiro avvenuto quando era bambina. Dopo questo episodio le è apparso sul collo un segno particolare, quello della razza della notte, i "Figli di Giuda".
Shihoko Aiga
Shihoko è la migliore amica di Rion e sua compagna di classe. All'inizio della storia risulta scomparsa.
Suou
Suou è l'affascinante leader degli host del locale Krankenhaus. Fin da subito crede che Rion sia la reincarnazione di Ellione, la donna che stanno cercando e che può aiutarli a sciogliere la maledizione che li affligge.
Moegi
Moegi è uno dei membri dell'host club, molto allegro e infantile. All'apparenza molto giovane, è molto più vecchio di quel che sembra.
Tienran
Tienran è uno dei membri dell'host club. Molto mite e pacato, è il direttore del locale e lo chef.
Shian
Shian è uno dei membri dell'host club. Sembra non occuparsi molto delle clienti e dorme spesso.
Sakura
Sakura è uno dei membri dell'host club. Ha un aspetto androgino ed è il barista del locale.
Ellione
Ellione è la fanciulla il cui sangue libererebbe dalla maledizione i vampiri del Krankenhaus. Sembra si sia reincarnata in Rion.
Professoressa Suruga
Suruga è una professoressa del liceo frequentato da Rion che adesca studentesse per succhiare il loro sangue.
Kinuka Amagi
Kinuka è una compagna di scuola di Rion. Molto ricca e snob, grazie alla Magia Nera ha intrappolato degli spiriti maligni e li tratta come fossero suoi schiavi.